# Letrozole
Letrozole, vendido sob a marca Femara, entre outras, é um medicamento usado para cancro da mama. Também tem sido usado na infertilidade feminina para provocar a ovulação. Para o cancro da mama, é usado apenas após a menopausa. É tomado por via oral.
Os efeitos secundários comuns incluem colesterol alto, ondas de calor, dor nas articulações e inchaço. Outros efeitos secundários podem incluir infertilidade, cansaço e osteoporose. O uso durante a gravidez pode prejudicar o bebé. É um inibidor da aromatase.